# Paul Christoph Hennings
Paul Christoph Hennings (27 de novembro de 1841 - 14 de outubro de 1908) foi um micologista alemão e curador de herbário. Ele descobriu o estudo de criptogâmicas e cogumelos como voluntários no jardim botânico. Embora as circunstâncias inicialmente o impedissem de estudar nessa área, mais tarde voltou às ciências naturais e, eventualmente, chegou a uma posição no maior herbário da Alemanha. Originalmente interessado em todas as plantas não-superiores, ele se especializou em cogumelos e se tornou particularmente versado em espécies tropicais enviadas do exterior.

## Biografia
Nascido em Heide, ele foi atraído cedo para ciências das plantas cedo e, quando jovem, atraiu a atenção do diretor Ernst Ferdinand Nolte, enquanto era um voluntário no Jardim Botânico der Christian-Albrechts-Universität zu Kiel. Após um interlúdio causado pela Segunda Guerra do Schleswig, e durante a qual ele trabalhava nos serviços postais. Este trabalho, que ele detestava, forçado a mover um número de vezes até que ele pudesse se estabelecer em 1867, em Hohenwestedt, onde permaneceu até 1874. Lá, ele começou a dar palestras na Escola Agrícola (alemão: Landwirtschaftsschule). Ele também começou a emitir coleções exsicatas e sementes até o sucessor de Nolte, agosto W. Eichler , apontou-o como um assistente. Quando Eichler foi trabalhar na Universidade de Berlim, herbário, ele logo convidou o jovem para acompanhá-lo. Uma completa autodidata, Hennings cresceu para se tornar um dos principais micologistas de seu tempo e, particularmente, um especialista de fungos graças as tropicais para as inúmeras coleções enviadas para Berlim a partir das colônias alemãs e América do Sul. Ele teve dois filhos de sua esposa Mathilde, que ele tinha casado em 1876, mas teve uma doença em 1907, que, nas palavras de seu obituarist, "paralisou suas energias e roubou a caneta de sua mão ocupada". Ele morreu dentro de um ano.